# Pulau Banyak Barat (onderdistrict)
Pulau Banyak Barat is bestuurlijk ingedeeld als een onderdistrict in het regentschap Aceh Singkil in de provincie Atjeh, Indonesië.
Het onderdistrict telt 2654 inwoners (volkstelling 2010).
- Asantola (inwoners: 562)
- Ujung Sialit (inwoners: 1093)
- Haloban (inwoners: 830)
- Suka Makmur (inwoners: 169)